# Adaptacja (psychologia)
Adaptacja (łac. adaptatio - przystosowanie) – dostosowanie zachowania do wymogów sytuacji i środowiska. Składają się na nią procesy akomodacji i asymilacji. W terminologii biologii i psychologii ewolucyjnej adaptacja oznacza mechanizm biologiczny lub psychiczny, który powstał w toku ewolucji danego gatunku. Podkreśla się jego funkcjonalność, to znaczy, że efektem działania tego mechanizmu jest przystosowywanie się organizmu do określonego układu warunków środowiska. Zakłócenie adaptacji wywołuje stres, gdy jednostka postrzega stawiane wymagania jako nadmiernie obciążające lub przekraczające jej zasoby i zagrażające dobrostanowi.